# Alanyazı
Alanyazı is een dorp in Oost-Anatolië in Turkije. Het dorp is gelegen in het district Mazgirt en is administratief onderdeel van de provincie Tunceli. De meeste inwoners van het dorp zijn Koerdische alevieten die het Kurmançi spreken. De Koerdische naam van het dorp is Xozinkix (Turks: Hozinkiğ).

## Bevolking
In de 21e eeuw leeft slechts een klein deel van de oorspronkelijke bevolking nog permanent in het dorp; de rest van de oorspronkelijke bevolking is naar West-Europa en naar grotere Turkse steden, zoals Istanboel en Ankara, vertrokken.
| Jaar | Totaal | Mannen | Vrouwen |
| ---- | ------ | ------ | ------- |
| 2020 | 56     | 29     | 27      |
| 2012 | 70     | 35     | 35      |
| 2007 | 82     | 40     | 42      |
| 2000 | 89     |        |         |
| 1990 | 201    |        |         |
| 1985 | 176    |        |         |
| 1965 | 237    |        |         |